# Paraixeris koidzumiana
Paraixeris koidzumiana là một loài thực vật có hoa trong họ Cúc. Loài này được (Kitam.) Tzvelev mô tả khoa học đầu tiên năm 1964.